# Perkeo

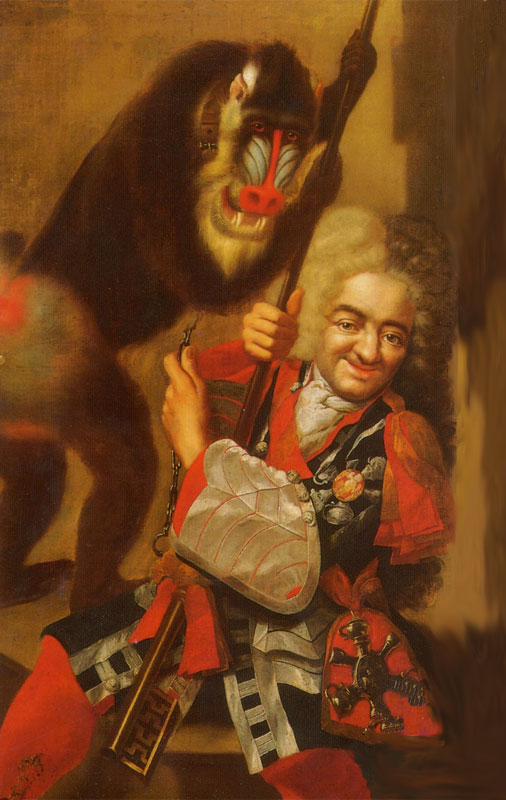
Perkeo auf einem Gemälde des frühen 18. Jahrhunderts, Kurpfälzisches Museum, Heidelberg

Der kleinwüchsige, angeblich sehr trinkfeste Perkeo, eigentlich Clemens Pankert, nach anderen Quellen Giovanni Clementi (* 1702 in Salurn, Südtirol; † 1735) war Hofzwerg des Kurfürsten Karl III. Philipp von der Pfalz und Hüter des Großen Fasses im Heidelberger Schloss.

## Leben
Perkeo, der ursprünglich Knopfmacher gewesen sein soll, machte vermutlich 1718, im Alter von sechzehn Jahren, die Bekanntschaft Karl Philipps, der 1712 Gubernator der ober- und vorderösterreichischen Lande in Innsbruck und erst 1716 durch den Tod seines Bruders Kurfürst von der Pfalz geworden war. Beeindruckt von seiner Trinkfestigkeit und Schlagfertigkeit nahm der Fürst Perkeo als Hofzwerg in seinen Dienst und mit nach Heidelberg, wo er sich am 18. August 1718 niederließ.
Der Künstlername Perkeo soll sich daraus ableiten, dass Perkeo auf Fragen – zum Beispiel die, ob er das große Fass im Heidelberger Schloss leertrinken wolle – gern auf Italienisch antwortete: perché no? (Warum nicht?). In Heidelberg machte der Kurfürst ihn zum Hüter dieses Fasses, des Vorgängers des nur wenig größeren Riesenfasses von 1751, das sich bis heute erhalten hat.
Perkeo war für eine unfassbare Trinkfestigkeit berühmt. Seine „Zwergenhaftigkeit“ liegt wahrscheinlich in Pseudoachondroplasie begründet.
Victor Hugo schrieb 1840 nach einem Besuch des Heidelberger Schlosses:

„Wenn man in dem Schatten des großen Fasses dahingeht, bemerkt man plötzlich hinter den stützenden Bohlen eine eigenartige Gestalt aus Holz, auf die eine Öffnung in der Mauer einen fahlen Lichtschimmer fallen läßt. Man könnte sagen, es ist ein kleiner, lustiger Alter, grotesk aufgeputzt. […] Der kleine Alte ist ein Hofnarr […] Er war der Hofnarr des Pfalzgrafen Karl Philipp; Perkeo war sein Name. Er maß drei Fuß sechs Zoll, wie sein Standbild, unter dem sein Name steht. Täglich trank er fünfzehn doppelte Flaschen Rheinwein. Darin lag seine Stärke. Er brachte um 1710 etwa den Kurfürsten von Bayern und den Kaiser von Deutschland, diese Schatten, die damals hier vorüberzogen, viel zum Lachen. Eines Tages, als mehrere fremde Fürsten beim Pfalzgrafen waren, maß man Perkeo an einem jener „langen Kerls“ Friedrich Wilhelms I., Königs von Preußen, die in ihren Stiefeln mit hohen Absätzen und den hohen Helmen die Stufen der Paläste rückwärts hinuntergehen mußten. Der Narr reichte kaum über den Stiefel der Grenadiere. Das rief ein großes Gelächter hervor, berichtet ein zeitgenössischer Erzähler. Arme Fürsten einer altersschwachen Zeit, die sich mit Zwergen und Riesen befaßten und die Menschen darüber vergaßen! Wenn Perkeo seine fünfzehn Flaschen nicht getrunken hatte, peitschte man ihn aus.“

## Rezeption

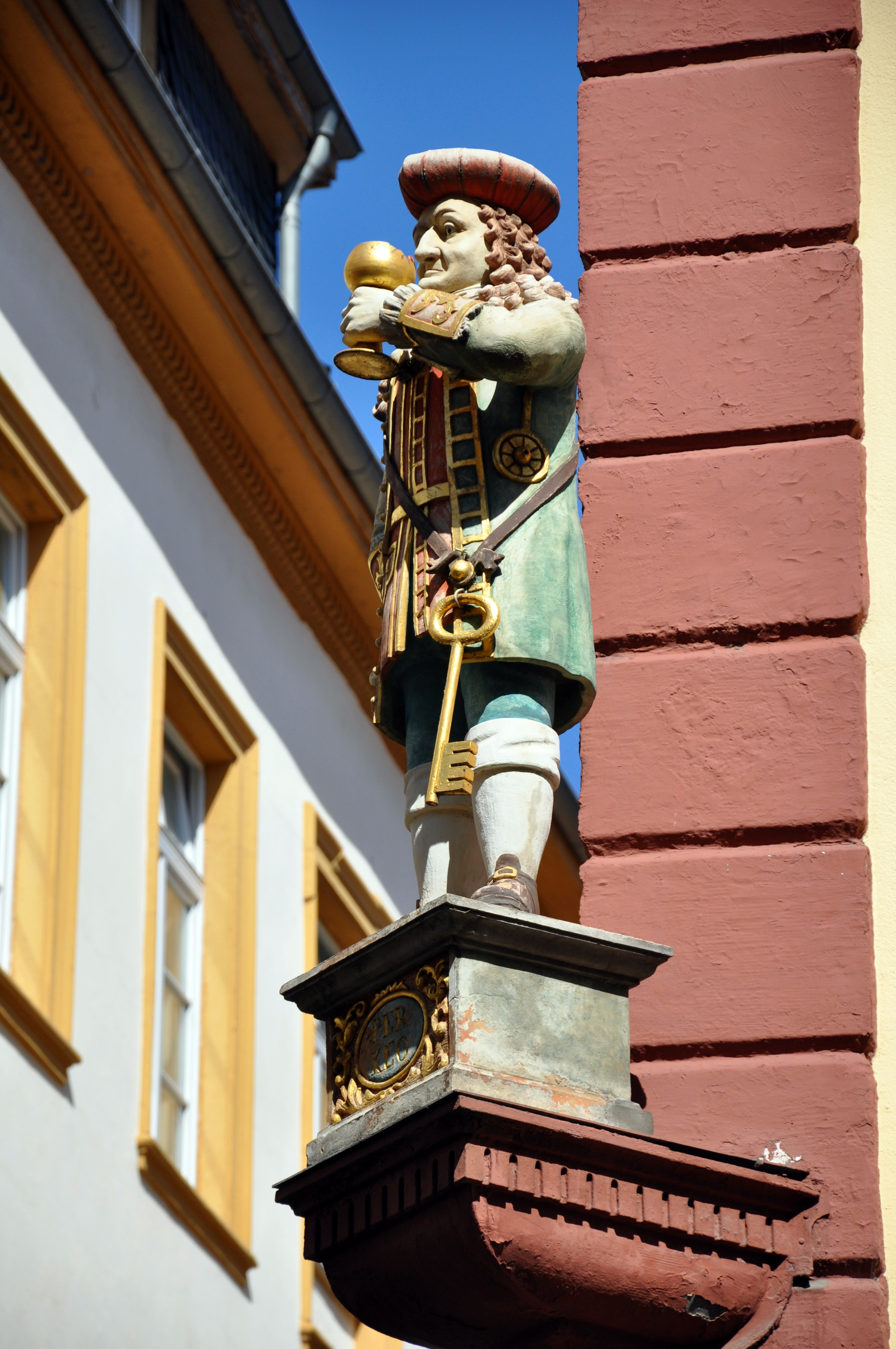
Statue von Perkeo am Gasthaus Perkeo

Viktor von Scheffel nahm das Trinklied Perkeo in seine unter dem Titel Gaudeamus veröffentlichte Sammlung Heidelberger Lieder auf.
Der kleinwüchsige Schauspieler Peter Brownbill nahm 2014 das Trinklied Perkeo in einer klassischen und einer modernen Version auf.
Die Figur des Perkeo gilt zwar als spezifisch für Heidelberg, ist aber auch aus anderen Residenzen der Zeit überliefert. In Heidelberg symbolisiert er die pfälzische Weinkultur. Seit einigen Jahren feiert Perkeo seine Wiederauferstehung in der Kurpfalz als Traditionsfigur in der Heidelberger Fastnacht, ebenso in Salurn.
Die Beauftragung Perkeos als Fasswächter liest sich bei Reinhard Hoppe wie eine Persiflage:

„In Heidelberg ließ ihm der Kurfürst eine farbige Uniform machen, steckte ihm einen großen Orden an und hängte ihm einen riesigen Kellerschlüssel an die Seite. Perkeo erfreute den ganzen Hofstaat und die Bürger der Stadt durch seine Späße. Schon zu seinen Lebzeiten wurde ihm ein Denkmal errichtet, das er selbst entworfen und angefertigt hatte. Heute steht es an der Wand neben dem Faß.“

Die Kuhn-Orgel von 2004 in der Jesuitenkirche in Heidelberg würdigt Perkeo mit einem gleichnamigen Registerzug. Wird dieser gezogen, erklingt das Geräusch von angestossenen Weingläsern und links oben an der Orgel erscheint die Figur des Hofnarrs.

## Namenspate
- Ein Gasthaus in der Heidelberger Altstadt trägt den Namen Gasthaus Perkeo.
- Perkeo für Lampen und Lampenteile wurde am 16. Oktober 1894 als erste Marke – unter der Registernummer 1 – beim damaligen Kaiserlichen Patentamt eingetragen; die Marke wurde seither – zuletzt 2024 – stets verlängert.[6][7]
- Perkeo war eine Schreibmaschine der Clemens Müller A.G.[8]
- Perkeo war eine Heidelberger Neckarfähre, welche in den Jahren von 1926 bis 1945 zwischen Keplerstraße in Neuenheim und Thibautstraße in Bergheim übersetzte. Das Fährboot war im Besitz des Neuenheimer Fährmanns August Ueberle (1896–1974). Den Namen Perkeo erhielt das Schiff, da es am Rumpf etwas dicker war, so wie der rundliche Bauch des berühmten kleinwüchsigen Mannes. Zu Kriegsende 1945 wurde die Perkeo versenkt.
- Der Kamerahersteller Voigtländer wählte den Namen für sein kleinstes Kameramodell mit Laufboden und Balgen, die Perkeo 3×4.[9]
- Perkeo war der Produktname für einen kleinen halbautomatischen Diaprojektor für Magazine mit 36 Diapositiven. Der Diawechsel wurde durch Bewegen eines Schiebers vorgenommen. Das Gerät war ausgerüstet mit einem Objektiv „Stratat“ 1:3,0/85 mm der Firma Voigtländer sowie einer Stiftsockellampe 220 V / 150 W. Der Projektor wurde 1961 von der Firma Zett gebaut und unter der Marke Voigtländer vertrieben.
- Ingobert Heieck benannte 1982 eine neue Hedera-helix-Sorte der Efeusammlung des Stifts Neuburg in Heidelberg-Ziegelhausen mit dem Sortennamen Perkeo.[10]
- Perkeo ist auch der Name eines Neutronen-Zerfall-Experiments der Universität Heidelberg.[11]
- Perkeo ist auch ein Füller-Modell der Firma Kaweco, die ursprünglich „Heidelberger Federhalterfabrik“ hieß.